# 金子政次郎
金子 政次郎（かねこ まさじろう、明治3年（1870年）‐昭和9年（1934年））は日本の版画家。

## 来歴
東京生まれ。本姓は奥村。狩野派を学んだ後、明治12年（1879年）頃、スモリックに師事して石版画を学ぶ。一時期、独立開業したが、明治29年（1896年）に佐久間真一の秀英舎石版部に入って石版画の指導に努めた。門人に織田東禹、織田一磨がいる。享年65。